# Efecte Ettinghausen
L'efecte Ettinghausen és un fenomen termoelèctric descobert el 1886 que afecta el corrent elèctric que passa per un conductor en presència d'un camp magnètic. El nom deriva del físic austríac Albert von Ettingshausen.
El resultat del fenomen consisteix en la inducció d'una diferència de potencial perpendicular a la direcció del camp magnètic i a la direcció del corrent elèctric. Alternativament, s'indueix un camp elèctric perpendicular al gradient de temperatura i al camp magnètic.
Aquest efecte es quantifica amb el coeficient d'Ettinghausen |P|, que es defineix com:
{\displaystyle |P|={\frac {-1/(I_{Y}B_{Z})}{dT/dx}}}
on {\displaystyle dT/dx} és el gradient de temperatura que resulta dels components {\displaystyle I_{Y}} (del flux elèctric) i {\displaystyle B_{Z}} (del camp magnètic).
El procés invers es coneix amb el nom d'efecte Nernst.